# Scontri di Jos (2001)

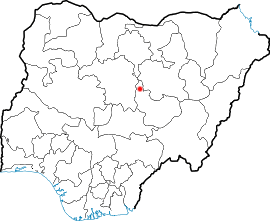
Localizzazione di Jos in Nigeria

Gli scontri di Jos del 2001 furono una serie di atti di violenza interreligiosa tra le comunità cristiana e islamica della città nigeriana di Jos, culminati con la morte di più di 1000 persone. Nonostante la causa degli scontri fu il passaggio negato in una strada ad una donna cristiana, causò polemiche nello stesso periodo degli scontri l'elevamento del politico islamico Alhaji Muktar Mohammed a coordinatore locale per il programma federale della lotta alla povertà.
Iniziati il 7 settembre 2001, i tumulti inter-religiosi terminarono qualche settimana dopo, il 17 settembre, causando più di 1000 vittime. Al secondo giorno di scontri, oltre 300 corpi furono riversati nelle moschee di Jos.
Nelle settimane della violenta sommosse furono appiccati incendi a luoghi di culto quali chiese e moschee, ma anche a strutture abitative, mezzi di trasporto e persone stesse. Tra gli edifici religiosi dati alle fiamme figurarono tre chiese appartenenti alla Chiesa di Cristo in Nigeria (COCIN).
La miccia degli scontri in una terra di confine che divide la parte islamica della Nigeria da quella cristiano-animista, teatro annuale di tensioni tra le comunità, fu in quel caso la negazione ad una donna cristiana di passare in una strada barricata, motivo per cui il banale imprevisto si trasformò ben presto in una furibonda lite cui parteciparono cristiani da una parte e islamici dall'altra. Era il 7 settembre 2001, le fonti clericali riferirono come gli islamici attaccarono spontaneamente i cristiani. Gli scontri terminarono dieci giorni dopo, il 17 settembre, ma nonostante la loro brevità lasciarono a terra più di 1000 morti e solo un rigoroso coprifuoco introdotto e messo in atto dalle forze militari permise la cessazione delle ostilità.
A causa del vasto numero di persone morte negli scontri, fu istituita una sepoltura di massa dalle autorità mortuarie venute dalla Jos University Teaching Hospital e dal Plateau State Specialist Hospital. Tre grandi strutture ospedaliere suggerirono che il governo aumentò di proposito il numero delle vittime, in realtà non superiore a qualche centinaia.

## Colpi di coda
A diversi anni di distanza, per motivi diversi ma legati univocamente dallo stesso filo conduttore, prima nel 2008 e in seguito nel 2010 si verificarono altri sanguinosi scontri, seppur di minor intensità, tra le comunità islamiche e cristiane di Jos culminati con la morte di centinaia di persone.